# Terroryzm samotnych wilków
Terroryzm samotnych wilków – rodzaj terroryzmu, w którym jednostka odpowiedzialna za jego przeprowadzenie sama planuje i przeprowadza atak bez wsparcia żadnych organizacji terrorystycznych czy osób z zewnątrz.
Zazwyczaj termin ten funkcjonuje jako określenie potoczne, ale jest coraz częściej przyjmowany do oficjalnego języka przez ekspertów zajmujących się bezpieczeństwem. Osoby dokonujące samotnie ataków najczęściej są kierowane, oprócz radykalizacji jakąś ideą, także swoimi osobistymi przeżyciami i często swoje radykalne poglądy i niestabilną osobowość wywodzą właśnie z tych przeżyć.

## Historia terminu
Określenia samotny wilk na pojedynczych ekstremistów zaczęto używać prawdopodobnie już w XIX wieku w odniesieniu do skrajnie lewicowych anarchistów działających zwykle samotnie przeciwko strukturom państwa i rządom swoich krajów.
Termin ten wszedł do szerszego użycia po II wojnie światowej, kiedy coraz częściej zaczęły się zdarzać ataki pojedynczych ekstremistów. Obecnie z wielu statystyk wynika, że ten rodzaj terroryzmu jest narastającym zjawiskiem, a od 2000 roku na Zachodzie coraz częściej ataki przeprowadzają pojedynczy ludzie niż zorganizowane siatki terrorystyczne. FBI zaczęło także używać tego terminu, np. w jednej z operacji i śledztwie przeciwko działalności jednego z białych suprematystów, którą nazwano Operacją Samotny Wilk – inne organizacje i eksperci do spraw bezpieczeństwa też coraz częściej przyjmują ten termin.
Współcześnie samotne wilki najczęściej dokonują ataków o podłożu islamistycznym, skrajnie prawicowym, albo kierują się swoimi własnymi ideami (zwłaszcza bardzo silnie niezrównoważeni psychicznie, jak na przykład niektórzy strzelcy szkolni) i dokonują zamachów z innych przyczyn. Coraz częstszym i niepokojącym problemem jest zjawisko radykalizacji takich ludzi przez internet.

## Zdrowie psychiczne
Badania nad atakami samotnych wilków dowodzą, że w większości w pewnych momentach życia zazwyczaj zaczęli cierpieć na zaburzenia psychiczne i to również mogło być czynnikiem ich radykalizacji. Wykryto ścisłe związki między stresem w życiu sprawców, zaburzeniami psychicznymi i izolacją społeczną a samotną radykalizacją.
W przypadku sprawców wyjątkowo silnie niezrównoważonych lub wręcz niepoczytalnych, niektórzy z nich tworzyli swoje własne dziwne idee i dokonywali ataków w ich imieniu lub przerabiali już istniejące ideologie by dodać coś od siebie. Zauważono też, że w ostatnich latach organizacje terrorystyczne jak Państwo Islamskie zaczęły rekrutować w swoje szeregi osoby z zaburzeniami psychicznymi o charakterze psychotycznym, które z reguły można łatwiej manipulować i wmówić im idee takich organizacji, ze względu na naturę tych zaburzeń psychicznych.

## Rodzaje
Ataki samotnych wilków mogą być przeprowadzane zarówno przez pojedynczą jednostkę, jak i niewielką grupę osób, na przykład dwie osoby, zradykalizowane przez siebie nawzajem lub które mają podobny światopogląd i przyłączają się do siebie, ale nie należą do żadnej organizacji terrorystycznej. Metody ataków są takie same jak w przypadku terroryzmu zorganizowanego – zdarzały się ataki samotnych wilków z użyciem broni palnej (masowe strzelaniny), materiałów wybuchowych, ataki nożowników, ataki rozpędzonym pojazdem, etc. Motywy i idee w ramach których dokonywano ataków były także najróżniejsze – lewicowe, prawicowe, islamistyczne, chrześcijańskie i nieokreślone.

## Przykłady ataków
Terroryzm islamski
- Nicea, Francja, 14 lipca 2016 roku: 31-letni Mohamed Lahouaiej-Boulel wjechał ciężarówką w tłum ludzi na Promenadzie Anglików świętujący Dzień Bastylii, zabijając 86 osób i raniąc 434 inne, po czym został zastrzelony w wymianie ognia z policją.
- Berlin, Niemcy, 19 grudnia 2016: 29-letni Anis Amri najpierw zastrzelił polskiego kierowcę ciężarówki, a następnie wjechał nią w tłum ludzi na jarmarku bożonarodzeniowym w Berlinie, zabijając 11 następnych osób i raniąc 56 innych, po czym uciekł do Włoch, gdzie kilka dni później został zastrzelony przez policję.
- Nowy Jork, Stany Zjednozone, 31 października 2017: 30-letni Sajfullo Sajpow wjechał samochodem w tłum ludzi na paradzie halloweenowej, zabijając 8 osób i raniąc 30 innych.
- Strasburg, Francja, 11 grudnia 2018: 29-letni Cherif Chekatt zastrzelił 5 osób i ranił 11 innych, po czym, kilka dni później, został zastrzelony przez policję.
- Wiedeń, Austria, 2 listopada 2020: 20-letni Kujtim Fejzullaj zastrzelił 4 osoby w centrum miasta i ranił 22 inne, po czym zginął podczas strzelaniny z policją[8].

Terroryzm chrześcijański
- Knoxville, Stany Zjednozone, 27 lipca 2008: 52-letni Jim Adkisson zastrzelił 2 osoby i ranił 8 innych strzelbą w kościele unitariańskim podczas organizowanego tam spotkania młodych liberałów i lewicowców[9].
- Colorado Springs, Stany Zjednozone, 27 listopada 2015: 57-letni Robert Dear zastrzelił w klinice aborcyjnej Planned Parenthood 3 osoby i ranił 9 innych.
- Atlanta, Stany Zjednozone, 16 marca 2021: 21-letni Robert Long zastrzelił w trzech salonach masażu erotycznego 8 osób, a 1 ranił – po ataku tłumaczył, że chciał uwolnić od uzależnień seksualnych inne osoby o wyznaniu chrześcijańskim.

Terroryzm prawicowy
- Oslo i Utoya, Norwegia, 22 lipca 2011: 32-letni Anders Behring Breivik dokonał dwóch zamachów – najpierw zdetonował bombę w centrum Oslo zabijając 8 osób, a następnie popłynął promem na wyspę Utoya gdzie odbywał się obóz młodzieży z rządzącej w kraju partii lewicowej i zastrzelił tam 69 osób i ranił 110 innych; łącznie w zamach zginęło 77 osób i 319 zostało rannych.
- Quebec, Kanada, 29 stycznia 2017: 27-letni Alexandre Bissonnette zastrzelił w meczecie 6 muzułmanów i ranił 19 innych[10].
- Pittsburgh, Stany Zjednozone, 27 października 2018: 46-letni Robert Bowers zastrzelił w synagodze 11 wyznawców i ranił 6 innych osób, po czym został postrzelony i aresztowany przez policję.
- Christchurch, Nowa Zelandia, 15 marca 2019: 28-letni Brenton Tarrant zastrzelił w dwóch meczetach w Christchurch łącznie 51 muzułmanów i ranił 40 innych, transmitując pierwszą ze strzelanin na żywo w internecie, po czym został zatrzymany przez funkcjonariuszy policji kiedy chciał dokonać zamachu na następny z meczetów.
- El Paso, Stany Zjednozone, 3 sierpnia 2019: 21-letni Patrick Crusius zastrzelił w supermarkecie w El Paso 23 osoby i ranił 23 następne – atak był wymierzony w Latynosów.

Terroryzm lewicowy
- Nowy Orlean, Stany Zjednozone, 7 stycznia 1973: 23-letni Mark Essex zastrzelił w hotelu 7 policjantów i ranił 12 innych, po czym zginął z rąk innego funkcjonariusza policji; ponadto wcześniej na Nowy Rok Essex zabił dwóch innych policjantów i kolejnego postrzelił.
- Nanterre, Francja, 27 marca 2002: 30-letni chory psychicznie działacz partii zielonych Richard Durn zastrzelił w ratuszu podczas zgromadzenia rady miejskiej 8 osób i ranił 19 innych, po czym został zatrzymany przez funkcjonariuszy policji i następnego dnia popełnił samobójstwo przez rzucenie się z okna komendy policji w Paryżu.
- Alexandria, Stany Zjednozone, 14 czerwca 2017: 66-letni działacz organizacji lewicowych James Hodgkinson postrzelił kongresmena Partii Republikańskiej i ranił 5 innych osób na polu golfowym w Alexandrii, po czym zginął z rąk policji w wymianie ognia.
- Dayton, Stany Zjednozone, 4 sierpnia 2019: 24-letni zwolennik antify Connor Betts zastrzelił przed barem Ned Peppers 9 osób i ranił 27 innych, po czym został zastrzelony przez funkcjonariuszy policji kilka chwil po otwarciu ognia.

Terroryzm niesprecyzowany
- Columbine, Stany Zjednozone, 20 kwietnia 1999: 18-letni Eric Harris i 17-letni Dylan Klebold dokonali masakry w swojej szkole Columbine High School w Kolorado, zabijając 13 osób i raniąc 24 inne, po czym popełnili samobójstwo; planowali też dokonać zamachu bombowego, ale ich bomby nie eksplodowały – jeden ze sprawców przed atakiem na jednym z nagrań pozostawionych w domu (tzw. taśm piwnicznych) stwierdził, że ich atak musi rozpocząć rewolucję szkolnych wyrzutków[12].
- Virginia Tech, Stany Zjednozone, 16 kwietnia 2007: 23-letni Cho Seung-hui dokonał dwóch strzelanin na kampusie Virginia Tech, zabijając łącznie 32 osoby i raniąc 23 inne, po czym popełnił samobójstwo – przed atakiem wysłał do telewizji NBC paczkę z nagraniami i manifestem, w którym stwierdził, że jego atak jest przejawem rewolucji przeciwko prześladowaniu w szkołach i nawiązał do masakry w Columbine[12].
- Tucson, Stany Zjednozone, 8 stycznia 2011: 22-letni Jared Loughner zastrzelił na wiecu wyborczym kongresmenki z ramienia Partii Demokratycznej 6 osób i ranił 14 innych, w tym kongresmenkę, po czym został aresztowany – sprawca miał zaburzenia psychiczne i był wyznawcą teorii spiskowych i wierzył w magię oraz był niechętny w stosunku do Demokratów i Republikanów.
- Newtown, Stany Zjednozone, 14 grudnia 2012: 20-letni Adam Lanza zastrzelił w szkole w Newtown 26 osób, w tym 20 dzieci, a 2 nauczycielki ranił, po czym popełnił samobójstwo, wcześniej zabijając swoją matkę we własnym mieszkaniu; Lanza w internecie wyrażał skrajne poglądy na społeczeństwo i miał obsesję na punkcie tego, że dzisiejsze dzieci są indoktrynowane przez polityków, kościoły i cywilizację ogólnie[13][14][15].
- Isla Vista, Stany Zjednozone, 23 maja 2014: 22-letni Elliot Rodger dokonał serii zamachów na kampusie miasteczka studenckiego Isla Vista z użyciem noża, broni palnej i samochodu, zabijając 6 osób i raniąc 14 innych, po czym popełnił samobójstwo – był incelem, członkiem internetowej mizoginicznej społeczności, i uważał, że jego zamach rozpęta rewolucję mężczyzn odrzucanych przez kobiety[16].
- Kercz, Rosja, 17 października 2018: 18-letni Władisław Roslakow dokonał zamachu bombowego i strzelaniny w swoim technikum, zabijając 20 osób i raniąc 70 innych, po czym popełnił samobójstwo – inspirował się Columbine i w internecie pisał o chęci odwetu za prześladowanie w szkole[17].